# 飞行常客奖励计划
飞行常客奖励计划（Frequent Flyer Program）是許多航空公司给忠实乘客的一种奖励方案，普遍的形式是：乘客们通过这个计划累计自己的飞行里程，并使用这些里程来兑换免费的机票、商品和服务以及其他类似贵宾休息室或艙位升等之类的特权。

## 历史
第一个现代性的飞行常客奖励计划起源于1979年的德克萨斯航空（Texas International Airlines）但是由于没有足够的能力应对那些大量的竞争者，所以这家航空公司与1981年5月被美国航空所超越。
在早期，曾有数个其他的公司尝试过奖励计划，例如布兰尼夫国际航空（Braniff International Airways）和美国大陆航空等。但德克萨斯航空的创举在于提出了要给予常客们更加优惠的票价，这个想法在当年内就被联合航空和达美航空所模仿，并在1982年传至英国航空。
自此以后，常客奖励计划取得了巨大的进展，到2005年1月为止，全球旅客总计共拥有14万亿英哩的常客里程，总价值相当于7千亿美元。

## 获得积分
在常客奖励中最基本的获得积分（或里程）的方式就是选择对应的航空公司的航班进行飞行，大多数计划中都是基于飞行的里程数来给予积分的，由于系统不同，大多数廉价航空公司更乐于按照飞行次数而不是里程来计算积分，还有两个普遍现象，航空公司一般会通过给予对新入会成员一笔奖励计分来鼓励旅客参加自己的常客计划，而且对于同一航段上不同舱位的旅客给予不同的积分。
随着航空联盟与其他航司伙伴机制的建立，常客计划里的积分也逐渐可以在伙伴航空公司间通过各种协议的方式进行分享。如：因美国联合航空（美联航）是星空联盟成员，其会员在乘坐其他星空联盟航司运营的航班时，可以把这些航班积累到旅客的美联航“前程万里”常客计划账户，因而获得美联航的里程。
除此之外航空公司还与例如旅店或租车行等许多企业结成联盟并允许常客通过在伙伴公司进行消费获得积分，另一种方便的积分获得方式就是通过信用卡联名卡进行消费。
有些常客计划的会员资格会在很长一段时间没有获得新积分的情况下被注销，而有些则没有这个问题。

## 常客等级
大多数航空公司根据常客每年的飞行里程或次数来调整他们的会员资格等级及所获得的额外福利。

## 破產與併購
常客奖励计划多由各航空公司单独制定，且各航空公司对于常客奖励计划有最终解释权，因此，所属的航空公司若破产，所有积分都将变得毫无意义。然而，若是航空公司被併購，里程多能移至新公司（如全美航空Dividend Miles以1:1轉成美國航空AAdvantage）。
香港快運於2019年7月19日正式被國泰航空收購後，於同年7月22日宣佈加入國泰航空牽頭的亞洲萬里通獎勵計劃，原有的reward-U獎例計劃將於同年年底終止，而現有reward-U積分可於同年8月20日前以8:1轉成亞洲萬里通積分。